# 中根站
中根站（日语：／ Nakane eki */?）是位於茨城縣常陸那珂市柳澤，常陸那珂海濱鐵道的湊線車站。
此站位於常陸那珂市的舊・勝田市和舊・那珂湊市邊界附近位置，鄰近虎塚古墳和十五郎穴。

## 歷史
- 1931年（昭和6年）7月16日 - 湊鐵道開設此站。
- 1944年（昭和19年）8月1日 - 公司合併後，成為茨城交通車站。
- 1960年（昭和35年）9月 - 新設副本線，可進行列車交會[2]
- 1971年（昭和46年） - 側線撤走，車站大樓拆毀[3]
- 2008年（平成20年）4月1日 - 由常陸那珂海濱鐵道接管鐵路線。

## 車站構造
此站是地面車站，設有1面1線的單式月台。此站是無人車站，在1960年代前，此站是委託車站，當時在站內可購買車票，現時售票櫃臺還在車站大樓內。曾經在夏季運送前往海灘的乘客時，設有運輸要員負責協助列車交會。當時月台配置為相對式月台，現時於山邊設有月台。

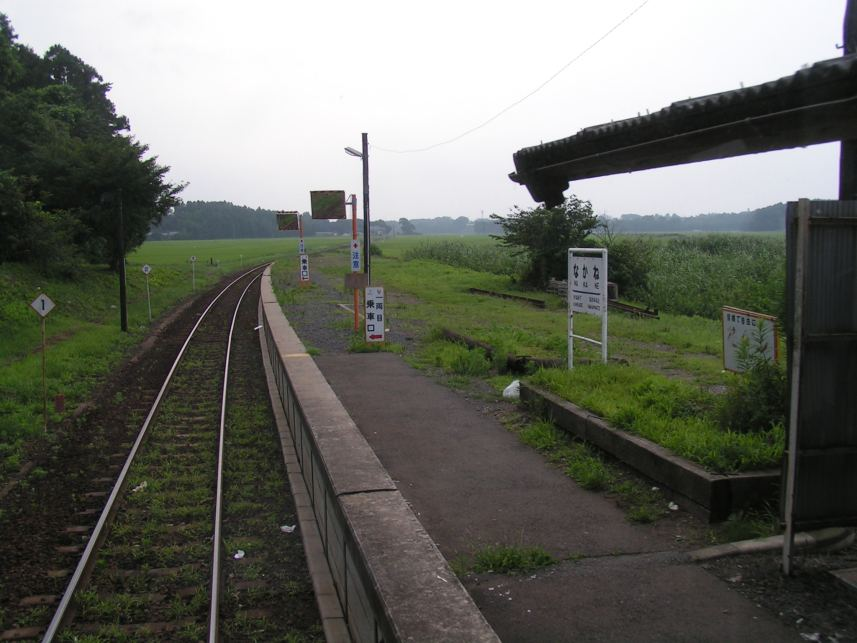
中根站(2005年8月5日)
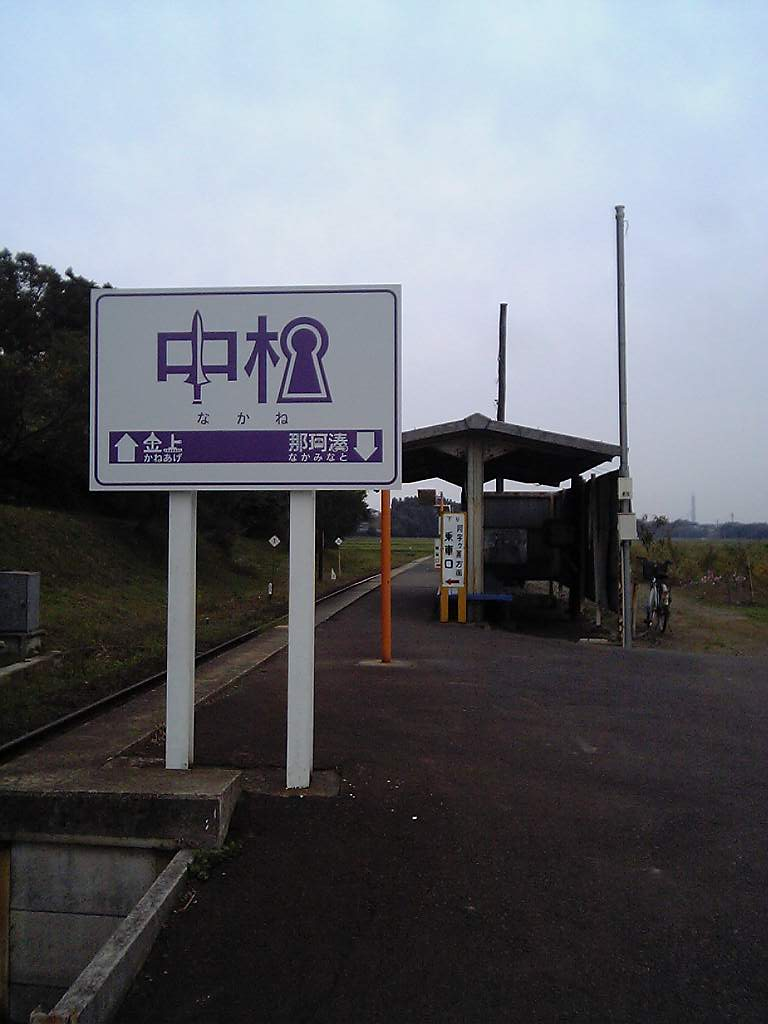
站名牌(2009年10月24日)
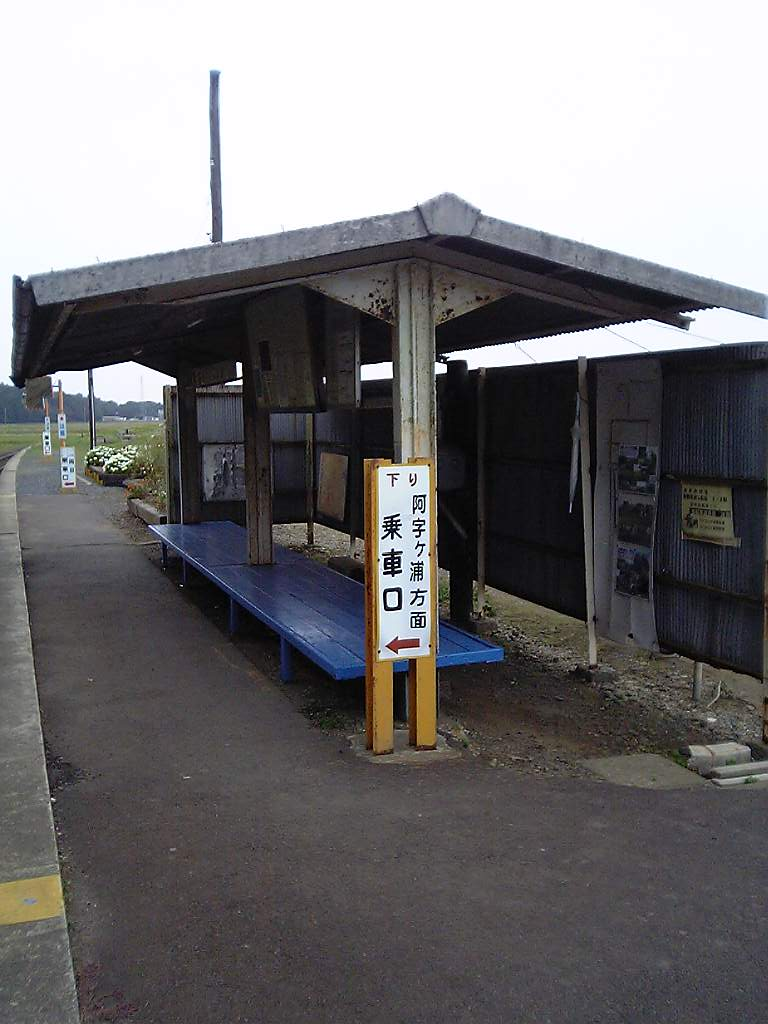
月台(2009年10月24日)

## 在此站的運行形態
- 上行（勝田方向）
  - 日間設有大約每小時1-2班普通列車停靠[5]。
- 下行（那珂湊、阿字浦方向）
  - 日間設有大約每小時1-2班普通列車（前往阿字浦）停靠，早上和黃昏設有前往那珂湊的列車[5]。

## 使用狀況
- 以下為此站使用狀況變遷[6]：
  - 一年乘車人次以人作單位。更適合用於比較年度數據。
  - 當中，最高値會使用紅色，在最高値記錄年度以後的最低値使用青色、在最高値記錄年度以前的最低値使用綠色作標記。

| 年度               | 一年乘車人次：人／年度 | 一年乘車人次：人／年度 | 一年乘車人次：人／年度 | 一年乘車人次：人／年度 | 特別事項 |
| ------------------ | ---------------------- | ---------------------- | ---------------------- | ---------------------- | -------- |
| 年度               | 通勤定期乘客           | 上學定期乘客           | 其他乘客               | 合計                   | 特別事項 |
| 2000年（平成12年） |                        |                        |                        | 4,154                  |          |
| 2001年（平成13年） |                        |                        |                        | 4,119                  |          |
| 2002年（平成14年） |                        |                        |                        | 4,814                  |          |
| 2003年（平成15年） |                        |                        |                        | 6,266                  |          |
| 2004年（平成16年） |                        |                        |                        | 6,650                  |          |
| 2005年（平成17年） |                        |                        |                        | 2,956                  |          |
| 2006年（平成18年） |                        |                        |                        | 2,515                  |          |
| 2007年（平成19年） |                        |                        |                        | 2,993                  |          |
| 2008年（平成20年） |                        |                        |                        | 6,179                  |          |
| 2009年（平成21年） |                        |                        |                        | 9,125                  |          |
| 2010年（平成22年） |                        |                        |                        | 9,490                  |          |
| 2011年（平成23年） |                        |                        |                        | 8,052                  |          |
| 2012年（平成24年） |                        |                        |                        | 4,015                  |          |
| 2013年（平成25年） |                        |                        |                        | 4,380                  |          |
| 2014年（平成26年） |                        |                        |                        | 4,745                  |          |
| 2015年（平成27年） |                        |                        |                        | 5,110                  |          |
| 2016年（平成28年） |                        |                        |                        | 5,110                  |          |
| 2017年（平成29年） |                        |                        |                        | 5,328                  |          |
| 2017年（平成29年） |                        |                        |                        | 5,475                  |          |

## 車站周邊
車站位於農田中，周邊沒有大型建築物，為一座秘境車站。靠山一方設有斜道連接高處的普通住宅區。
- 虎塚古墳（日语：虎塚古墳）史蹟公園（東北方，限定開放）
- 中根溫泉（步行15分鐘，溫泉水含鐳）
- 東水戶道路、常陸那珂收費道路（日语：常陸那珂有料道路）常陸那珂交流道

## 登場作品
- 《海螺小姐（日语：サザエさん (テレビアニメ)）》（富士電視台的電視動畫）- 在2010年2月的開場景中出現此站[7]。

## 相鄰車站
常陸那珂海濱鐵道
■湊線
金上－中根－高田之鐵橋

## 注腳
1. ↑  中根駅|ひたちなか海浜鉄道 （页面存档备份，存于）（日語）
2. ↑  『湊線百年史』常陸那珂海濱鐵道，2015年，127頁
3. ↑  『湊線百年史』131頁
4. ↑  小野寺敦 監修 『茨城「地理・地名・地図」の謎』 (2014，第40頁)
5. 1 2  中根駅時刻表.駅探（日語）
6. ↑  ひたちなか市統計書各年度版 （页面存档备份，存于）（日語）
7. ↑  小野寺敦 監修 『茨城「地理・地名・地図」の謎』 (2014，第41頁)

## 外部連結
- 中根站 （页面存档备份，存于）（日語） - 常陸那珂海濱鐵道